# Hamataliwa truncata
Hamataliwa truncata là một loài nhện trong họ Oxyopidae.
Loài này thuộc chi Hamataliwa. Hamataliwa truncata được Tord Tamerlan Teodor Thorell miêu tả năm 1897.